# Barrio del Carrizal
Barrio del Carrizal är en ort i Mexiko.   Den ligger i kommunen Miahuatlán de Porfirio Díaz och delstaten Oaxaca, i den sydöstra delen av landet, 400 km sydost om huvudstaden Mexico City. Barrio del Carrizal ligger 1 564 meter över havet och antalet invånare är 159.
Terrängen runt Barrio del Carrizal är kuperad västerut, men österut är den platt. Runt Barrio del Carrizal är det ganska tätbefolkat, med 70 invånare per kvadratkilometer. Närmaste större samhälle är Miahuatlán de Porfirio Díaz, 2,8 km söder om Barrio del Carrizal. Omgivningarna runt Barrio del Carrizal är en mosaik av jordbruksmark och naturlig växtlighet.